# 石川縣行政區劃
石川縣是位於日本中部地方的一級行政區，1872年（明治5年）2月2日由金澤縣改設，1876年（明治9年）與越中國、越前國合併，1883年（明治16年）分出富山縣、福井縣后成為現在的石川縣。2020年（令和2年），石川縣人口1,132,526人，在各都道府縣中排第33名；面積4,186.21平方千米，在各都道府縣中排第35名；人口密度每平方千米270.5人，在各都道府縣中排第23名。
石川縣現有11個市和8個町，共計19個二級行政區。金澤市是石川縣政治中心和全縣唯一的中核市。人口最多的二级行政区划是金澤市，有463,254人；人口最少的二级行政区划是川北町，有6,135人。面积最大的二级行政区划是白山市，爲754.93平方千米；面积最小的二级行政区划是野野市市，爲13.56平方千米。人口密度最大的二级行政区划是野野市市，每平方千米有4,221.1人；人口密度最小的二级行政区划是穴水町，每平方千米有43.1人。此外，石川縣另有5個郡，在8個町之上，但並無任何行政權力，不被認為是一類行政區，而按照傳統的地域劃分，石川縣可以分為能登北部、能登中部、石川中央、南加賀等地域。

## 地域與市町關係表
下表列出石川縣各地域與市町之間的對應關係，相關資料出自石川縣廳官方網站。
| 地域     | 市町                                             |
| -------- | ------------------------------------------------ |
| 能登北部 | 輪島市、珠洲市、穴水町、能登町                   |
| 能登中部 | 七尾市、羽咋市、志賀町、寶達志水町、中能登町     |
| 石川中央 | 金澤市、河北市、白山市、野野市市、津幡町、内灘町 |
| 南加賀   | 小松市、加賀市、能美市、川北町                   |

## 市町列表
下表列出石川縣及其市町的中日雙語名稱、設置時間、設置方式、面積、人口、人口密度、旗幟、徽章、地圖等資料，並按照全國地方公共團體編號（JIS代碼）排序。其中，日語名稱以振假名標註其讀音，JIS代碼、面積、人口、人口密度等資料均來源於2020年（令和2年）第21次日本國勢調查數據以及日本國土交通省国土地理院公布之全國都道府縣市區町村面積調查數據，面积单位为平方公里，人口单位为人，人口密度单位为人/平方公里。
| 圖例                  |
| --------------------- |
| *：縣廳所在地及中核市 |
| †：各數據最大值       |
| ‡：各數據最小值       |

| 石川縣     |  | 17000 | 1872年 （明治5年）  | 由金澤縣改設                                                                     | 1,132,526 | 4,186.21 | 270.5     | 石川縣旗     | 石川縣旗標章 | 石川縣地圖               |
| 市部       |  |       |                     |                                                                                  |           |          |           |              |              |                          |
| 金澤市 *   |  | 17201 | 1889年 （明治22年） | 由金澤區（一説金澤町）改設                                                       | 463,254 † | 468.79   | 988.2     | 金澤市旗     | 金澤市徽     | 金澤市在石川縣的位置     |
| 七尾市     |  | 17202 | 1939年 （昭和14年） | 由七尾町、東湊村、矢田鄉村、德田村、西湊村、石崎村與和倉町部分地區合併           | 50,300    | 318.29   | 158.0     | 七尾市旗     | 七尾市徽     | 七尾市在石川縣的位置     |
| 小松市     |  | 17203 | 1940年 （昭和15年） | 由小松町、安宅町、牧村、板津村、白江村、苗代村、御幸村和粟津村合併               | 106,216   | 371.05   | 286.3     | 小松市旗     | 小松市徽     | 小松市在石川縣的位置     |
| 輪島市     |  | 17204 | 1954年 （昭和29年） | 由輪島町、大屋村、河原田村、鵠巢村、西保村、三井村、南志見村合併                 | 24,608    | 426.36   | 57.7      | 輪島市旗     | 輪島市徽     | 輪島市在石川縣的位置     |
| 珠洲市     |  | 17205 | 1954年 （昭和29年） | 由宝立町、飯田町、正院町、上戶村、若山村、直村、蛸島村、三崎村和西海村合併       | 12,929    | 247.20   | 52.3      | 珠洲市旗     | 珠洲市徽     | 珠洲市在石川縣的位置     |
| 加賀市     |  | 17206 | 1958年 （昭和33年） | 由大聖寺町、山代町、片山津町、動橋町、橋立町、三木村、三谷村、南鄉村和鹽屋村合併 | 63,220    | 305.87   | 206.7     | 加賀市旗     | 加賀市徽     | 加賀市在石川縣的位置     |
| 羽咋市     |  | 17207 | 1958年 （昭和33年） | 由羽咋町改設                                                                     | 20,407    | 81.85    | 249.3     | 羽咋市旗     | 羽咋市徽     | 羽咋市在石川縣的位置     |
| 河北市     |  | 17209 | 2004年 （平成16年） | 由宇之氣町、七塚町和高松町合併                                                   | 34,889    | 64.44    | 541.4     | 河北市旗     | 河北市徽     | 河北市在石川縣的位置     |
| 白山市     |  | 17210 | 2005年 （平成17年） | 由松任市、美川町、鶴来町、河内村、吉野谷村、鳥越村、尾口村和白峰村合併           | 110,408   | 754.93 † | 146.2     | 白山市旗     | 白山市徽     | 白山市在石川縣的位置     |
| 能美市     |  | 17211 | 2005年 （平成17年） | 由根上町、寺井町和辰口町合併                                                     | 48,523    | 84.14    | 576.7     | 能美市旗     | 能美市徽     | 能美市在石川縣的位置     |
| 野野市市   |  | 17212 | 2011年 （平成23年） | 由野野市町改設                                                                   | 57,238    | 13.56 ‡  | 4,221.1 † | 野野市市旗   | 野野市市徽   | 野野市市在石川縣的位置   |
| 能美郡（） |  |       |                     |                                                                                  |           |          |           |              |              |                          |
| 川北町     |  | 17324 | 1980年 （昭和55年） | 由川北村改設                                                                     | 6,135 ‡   | 14.64    | 419.1     | 川北町旗     | 川北町徽     | 川北町在石川縣的位置     |
| 河北郡（） |  |       |                     |                                                                                  |           |          |           |              |              |                          |
| 津幡町     |  | 17361 | 1889年 （明治22年） | 施行市町村制時直設                                                               | 36,957    | 110.59   | 334.2     | 津幡町旗     | 津幡町徽     | 津幡町在石川縣的位置     |
| 内灘町     |  | 17365 | 1962年 （昭和37年） | 由内灘村改設                                                                     | 26,574    | 20.33    | 1,307.1   | 内灘町旗     | 内灘町徽     | 内灘町在石川縣的位置     |
| 羽咋郡（） |  |       |                     |                                                                                  |           |          |           |              |              |                          |
| 志賀町     |  | 17384 | 1954年 （昭和29年） | 由志加浦村、堀松村、加茂村、土田村和上熊野村合併                                 | 18,630    | 246.76   | 75.5      | 志賀町旗     | 志賀町徽     | 志賀町在石川縣的位置     |
| 寶達志水町 |  | 17386 | 2005年 （平成17年） | 由志雄町和押水町合併                                                             | 12,121    | 111.52   | 108.7     | 寶達志水町旗 | 寶達志水町徽 | 寶達志水町在石川縣的位置 |
| 鹿島郡（） |  |       |                     |                                                                                  |           |          |           |              |              |                          |
| 中能登町   |  | 17407 | 2005年 （平成17年） | 由鳥屋町、鹿島町和鹿西町合并                                                     | 16,540    | 89.45    | 184.9     | 中能登町旗   | 中能登町徽   | 中能登町在石川縣的位置   |
| 鳳珠郡（） |  |       |                     |                                                                                  |           |          |           |              |              |                          |
| 穴水町     |  | 17461 | 1903年 （明治36年） | 由穴水村改設                                                                     | 7,890     | 183.21   | 43.1 ‡    | 穴水町旗     | 穴水町徽     | 穴水町在石川縣的位置     |
| 能登町     |  | 17463 | 2005年 （平成17年） | 由能都町、内浦町和柳田村合并                                                     | 15,687    | 273.27   | 57.4      | 能登町旗     | 能登町徽     | 能登町在石川縣的位置     |

## 外部連結
- . .   [2023-12-16]. （原始内容存档于2023-12-16）.